# عصافير بلا أجنحة
عصافير بلا أجنحة، مجموعة شعرية من مؤلفات الشاعر العربي الفلسطيني محمود درويش، صدرت في عام 1960، عن مطبعة الجليل في عكا، فلسطين.